# Холецистокинин
Холецистокини́н (CCK; ранее также имел название  панкреозимин) — нейропептидный гормон, вырабатываемый I-клетками слизистой оболочки двенадцатиперстной кишки и проксимальным отделом тощей кишки.

## Молекулярные формы холецистокинина
В слизистой оболочке тонкой кишки выявлены 3 молекулярные формы холецистокинина, различающиеся по числу аминокислотных остатков (холецистокинин-8, холецистокинин-12 и холецистокинин-ЗЗ). На холецистокинин-8 приходится 60—70 %.
Существует целый ряд других форм холецистокинина: холецистокинин-58 (сокращённое наименование CCK58), холецистокинин-58-дезнонопептид ((1-49)-CCK58), холецистокинин-З9 (CCK39), холецистокинин-25 (CCK25), холецистокинин-18 (CCK18), холецистокинин-7 (CCK7), холецистокинин-5 (CCK5), CCK-4.
Последовательность аминокислот холецистокинина-33: H-Lys-Ala-Pro-Ser-Gly-Arg-Val-Ser-Met-lle-Lys-Asn-Leu-GIn-Ser-Leu-Asp-Pro-Ser-His-Arg-lle-Ser-Asp-Arg-Asp-Tyr- Met-Gly-Trp-Met-Asp-Phe-OH.

## Функции
Холецистокинин выступает медиатором в разнообразных процессах, происходящих в организме, в том числе, в пищеварении. Кроме того, холецистокинин выступает регулятором поведенческих физиологических актов. Обладает свойствами антидепрессантов. Имеет отношение к эмоциям страха и патогенезу шизофрении. Влияет на пищевое поведение человека, вызывая чувство сытости и контролируя аппетит.
Низкомолекулярные формы холецистокинина инактивируются при первом проходе через печень, в то время как крупномолекулярный холецистокинин попадает из печени в системный кровоток. Концентрация холецистокинина в крови здорового человека 5—800 нг/л. По кровотоку холецистокинин может попадать через почки в мочу, сохраняя при этом биологическую активность (урохолецистокинин).

### Роль холецистокинина в пищеварении
В органах желудочно-кишечного тракта холецистокинин продуцируется I-клетками двенадцатиперстной и тощей кишок. Кроме того, холецистокинин обнаружен в панкреатических островках и различных кишечных нейронах. Стимуляторами секреции холецистокинина являются поступающие в тонкую кишку из желудка в составе химуса белки, жиры, особенно с наличием жирных кислот с длинной цепью (жареные продукты), составные компоненты желчегонных трав (алкалоиды, протопин, сангвинарин, эфирные масла и др.), кислоты (но не углеводы). Также стимулятором выделения холецистокинина является гастрин-рилизинг пептид.
Холецистокинин  стимулирует расслабление сфинктера Одди; увеличивает ток печёночной желчи; повышает панкреатическую секрецию; снижает давление в билиарной системе: вызывает сокращение привратника желудка, что тормозит перемещение переваренной пищи в двенадцатиперстную кишку. Холецистокинин является блокатором секреции соляной кислоты париетальными клетками желудка.
Ингибитором холецистокинина является соматостатин.

## Применение в качестве стимулятора при медицинской диагностике
Холецистокинин применяется в качестве стимулятора при манометрическом исследовании сфинктера Одди. У здоровых пациентов следствием его введения должно быть уменьшение частоты и амплитуды фазовых манометрических волн, а также базального давления сфинктера Одди. Иная реакция на тест с холецистокинином является признаком дисфункции сфинктера Одди.

## История
Э. К. Айви и Е. Олдберг (E. Oldberg) в 1928 году обнаружили в экстракте слизистой оболочки регуляторный пептид, вызывающий сокращение желчного пузыря и выброс желчи в двенадцатиперстную кишку, который, исходя из этих его свойств, был назван «холецистокинин» (от греч.  choly — желчь, kýstis — пузырь и kieō — двигать). А. А. Харпер (А. А. Harper) и Х. С. Рапер (H. S. Raper) в 1943 году выделили из слизистой оболочки тонкой кишки пептид, способный стимулировать панкреатическую секрецию и назвали его за эту способность «панкреозимином». В 1960-х годах была установлена идентичность холецистокинина и панкреозимина.